# West Lafayette
West Lafayette – miasto w Stanach Zjednoczonych, w stanie Indiana, w hrabstwie Tippecanoe.

## Uczelnie
Jednym z głównych instytucji w West Lafayette jest Purdue University.